# Dendronephthya spongiosa
Dendronephthya spongiosa is een zachte koraalsoort uit de familie Nephtheidae. De koraalsoort komt uit het geslacht Dendronephthya. Dendronephthya spongiosa werd in 1959 voor het eerst wetenschappelijk beschreven door Tixier-Durivault & Prevor. 